# Over Randlev
Over Randlev ligger i Østjylland og er en meget lille landsby i Randlev Sogn, i det tidligere Hads Herred, nu Odder Kommune i Region Midtjylland. Over Randlev udgør sammen med Neder Randlev (ca. 2 kilometer mod nord), stedet Randlev.
I landsbyen findes Randlev Kirke og Randlev Præstegård.
Ud mod Houvej i Elkær ligger Randlev Skole. Det er en lille skole med cirka 110 elever. Ved Randlev Skole ligger også RBIF's (Randlev-Boulstrup Idræts Forening) klubhus, juniorklub og børnehave.
|  | Denne artikel om lokaliteten Over Randlev kan blive bedre, hvis der indsættes et (bedre) billede. Du kan hjælpe ved at afsøge Wikimedia Commons for et passende billede eller lægge et op på Wikimedia Commons med en af de tilladte licenser og indsætte det i artiklen. |

55°56′38″N 10°11′14″Ø / 55.94389°N 10.18722°Ø